# محمد نور إسماعيل
محمد نور إسماعيل هو لاعب كرة قدم ماليزي في مركز الهجوم، ولد في 20 أغسطس 1982 في ماليزيا. شارك مع منتخب ماليزيا لكرة القدم. أما مع النوادي، فقد لعب مع نادي جوهر دار التعظيم.

## وصلات خارجية
- محمد نور إسماعيل على موقع ناشيونال فوتبول تيمز (الإنجليزية)